# 賈桂琳 (波特萊爾的冒險)
賈桂琳（英語：Jacquelyn）是Netflix電視劇《波特萊爾的冒險》中的虛構角色，在第一季首度登場。為該劇的原創角色，雷蒙尼·史尼奇的原著《波特萊爾大遇險》中並無此一角色。
劇中賈桂琳是銀行家波先生的助理，但其祕密身分卻是神秘組織V.F.D.的成員之一。非常勇敢及聰明，幾度出手幫助波特萊爾三姊弟，並期望能將邪惡的歐拉夫伯爵繩之以法。她與劇中許多無能或邪惡的成年人角色形成鮮明的對比。

## 角色
賈桂琳在第一季的《悲慘的開始（二）》初登場時，是在強錢金融管理公司（Mulctuary Money Management）擔任波先生的助理，而且當初是波特萊爾三姊弟的父母向波先生推薦她來做這份工作。賈桂琳實際上也是V.F.D.成員，她曾經作為一名演員在古斯塔夫（V.F.D.成員，同時是蒙哥馬利博士的助手）的電影《雪地裡的殭屍》裡飾演「Gerta」的角色。
歐拉夫伯爵喬裝打扮要去見波先生時，賈桂琳被他的手下禿頭男人給綁在樹上，但她仍設法進入電話亭內聯絡古斯塔夫。而後當歐拉夫伯爵試圖奪取波特萊爾家財產的計畫被挫敗時，賈桂琳建議波特萊爾三姊弟應該去蒙哥馬利博士家。當她在隧道裡用對講機聯絡古斯塔夫要他協助波特萊爾三姊弟去蒙哥馬利博士家時，古斯塔夫卻被歐拉夫伯爵給殺害。之後賈桂琳來到蒙哥馬利博士家附近，偽裝成迷宮中的雕像，她建議波特萊爾三姊弟下一步應該去約瑟芬姑媽家，並說約瑟芬姑媽可以為他們提供重要訊息。隨即賈桂琳沿途追趕殺害蒙哥馬利博士後潛逃的歐拉夫伯爵，在船上她以捕鯨砲作為武器要逮捕歐拉夫伯爵，但對方還是逃走。
在第二季，賈桂琳與服務員賴瑞搭檔趕到拍賣會，試圖救出被藏在拍賣品內的夸麥爾兄妹以及阻止歐拉夫伯爵與艾絲梅·史瓜樂逃跑，但還是失敗。在《邪惡的村子（二）》，賈桂琳與賴瑞來到與V.F.D.組織同名的V.F.D村試圖平息村民的憤怒，阻止他們處決背負冤罪的波特萊爾三姊弟但未成功，反被村民給綁起來。

## 幕後設計
在整部電視劇中，賈桂琳由加拿大女演員莎拉·坎寧飾演。在第一季剛播出時，賈桂琳這個全新的角色立即備受矚目，一些書迷猜測她可能是賈克斯·史尼奇的女性化版本（但實際上由奈森·菲利安飾演的賈克斯·史尼奇稍後也在電視劇中登場）。

## 外部連結
- 賈桂琳 （页面存档备份，存于）在雷蒙尼·史尼奇維基上的條目（英文）